# Розата на Гуадалупе
„Розата на Гуадалупе“ (на испански: La rosa de Guadalupe) е мексикански сериал, създаден от Карлос Меркадо Ордуня и продуциран от Мигел Анхел Ерос за Телевиса, излъчван от 2008 г. до наши дни. Поредицата разказва за католицизма, и по-специално за Девата от Гуадалупе. Всеки епизод представя самостоятелна история.

## Сюжет
Всеки епизод е различен, точно както героите и голяма част от актьорския състав. Сюжетът се върти около поклонник или поклонничка, който/която се моли пред Девата от Гуадалупе, която да защити трето лице. В същото време се появява бяла роза пред олтара на Девата, принадлежаща на човека, който се моли и остава там по време на развитието на историята. Символът, че розата се появява, означава, че молбата е чута.
В кулминацията на историята се появява основният герой, намиращият се в близост човека, който се моли пред иконата на Девата от Гуадалупе. В края на всеки епизод проблемът на героя е решен, а бялата роза изчезва, докато героят споделя на зрителите своето морално послание.
От 2017 г. известната мексиканска актриса Елена Рохо е в ролята на разказвача на някои епизоди в поредицата.

## Излъчване
Сериалът Розата на Гуадалупе се излъчва от 5 февруари 2008 г. по Las Estrellas.

## Критика
Сериалът обикновено е критикуван затова, че отразява преувеличена реалност за католическата вяра, като, освен това, включва млади актьори с лоши изпълнения.

## Награди и номинации
- Към 2018 г. сериалът е спечелил 11 награди и 3 номинации.

| Година | Церемония                  | Категория                        | Резултат   |
| ------ | -------------------------- | -------------------------------- | ---------- |
| 2018   | Награди TVyNovelas Мексико | Най-добра развлекателна програма | Печели     |
| 2017   | Награди TVyNovelas Мексико | Най-добра развлекателна програма | Номинирана |
| 2016   | Награди TVyNovelas Мексико | Най-добра развлекателна програма | Номинирана |
| 2015   | Награди TVyNovelas Мексико | Най-добра развлекателна програма | Номинирана |
| 2014   | Награди TVyNovelas Мексико | Най-добра развлекателна програма | Печели     |
| 2013   | Награди TVyNovelas Мексико | Най-добра развлекателна програма | Печели     |

| Година | Церемония               | Категория          | Резултат |
| ------ | ----------------------- | ------------------ | -------- |
| 2015   | Карнавал Каролина (САЩ) | Най-добра програма | Печели   |

| Година | Церемония                                         | Категория          | Резултат |
| ------ | ------------------------------------------------- | ------------------ | -------- |
| 2013   | Годишен конгрес на латиноамериканските сценаристи | Най-добър сценарий | Печели   |

| Година | Церемония     | Категория                                         | Номинация           | Резултат |
| ------ | ------------- | ------------------------------------------------- | ------------------- | -------- |
| 2015   | Награди Bravo | Най-добро детско участие                          | Аранца Руис         | Печели   |
| 2015   | Награди Bravo | Най-добро детско участие в развлекателна програма | Шери Сайта          | Печели   |
| 2013   | Награди Bravo | Най-добър актьор                                  | Карлос Камара мл.   | Печели   |
| 2013   | Награди Bravo | Най-добро женско участие                          | Марсия Кутиньо      | Печели   |
| 2013   | Награди Bravo | Най-добра програма                                | Розата на Гуадалупе | Печели   |
| 2010   | Награди Bravo | Най-добра програма                                | Розата на Гуадалупе | Печели   |